# Собор Святой Троицы (Лесковац)
Собор Святой Троицы (серб. Саборна црква Свете Тројице) — собор Нишской епархии, расположенный в центре Лесковаца. Это один из важнейших сегментов архитектурного наследия Лесковаца и в настоящее время он находится под охраной государства как памятник культуры.
Инициатива его строительства была выдвинута на Видовдане 1919 года. Строительные работы начались в сентябре 1922 года, фундамент был освящен 15 октября 1922 года. Храм был завершен в 1931 году, и на его торжественном освящении присутствовал король Сербии и всей Югославии Александр I Карагеоргиевич.

## История
Собор Святой Троицы была построена рядом со старой городской церковью Рождества Богородицы по инициативе Стояна Николича, президента муниципалитета Лесковаца. Профессор Сретен Илич начал собирать средства на возведение здания, но работа была прервана из-за Первой мировой войны.
После войны, в 1919 году, идея была подхвачена новой кампанией по сбору средств; среди жертвователей были король Александр и королева Мария. В 1922 году началось строительство церкви по проекту архитектора Василия Андросова. В 1928 году интерьер здания был украшен фресками художника Андрея Биценко.
В 1931 году церковь была освящена Патриархом Варнавой и епископом Нишской епархии Досифеем Васичем.

## Архитектурные особенности
Основание храма имеет приблизительно квадратную форму, спроектированого по системе развернутого равнобедренного вписанного креста с пятью куполами. Центральное решение с доминирующим тонким куполом над центральной частью наоса и четырьмя меньшими по углам особенно ярко выражено во внешнем облике храма. Это в своей массе уже создает определенную ассоциацию с сербскими средневековыми памятниками, так что храм несет в себе основные черты сербско-византийской архитектуры. Храм отличается богатым декором портала и бифориями под арочными фронтонами. Принцип соблюдения строгой симметрии, реализованный во внешней композиции, был применен и к интерьеру.
Хотя его часто описывают как копию церкви монастыря Грачаница, её единственное сходство с этим великолепным сооружением Милутина является только применение пятикупольной системы и доминирующая роль главного купола. Церковь  можно охарактеризовать как сочетание моравской декоративности и витиеватости, косово-метохийского фасада с пятью куполами и минимальными элементами рашского стиля в скульптуре и форме портала.

## Галерея

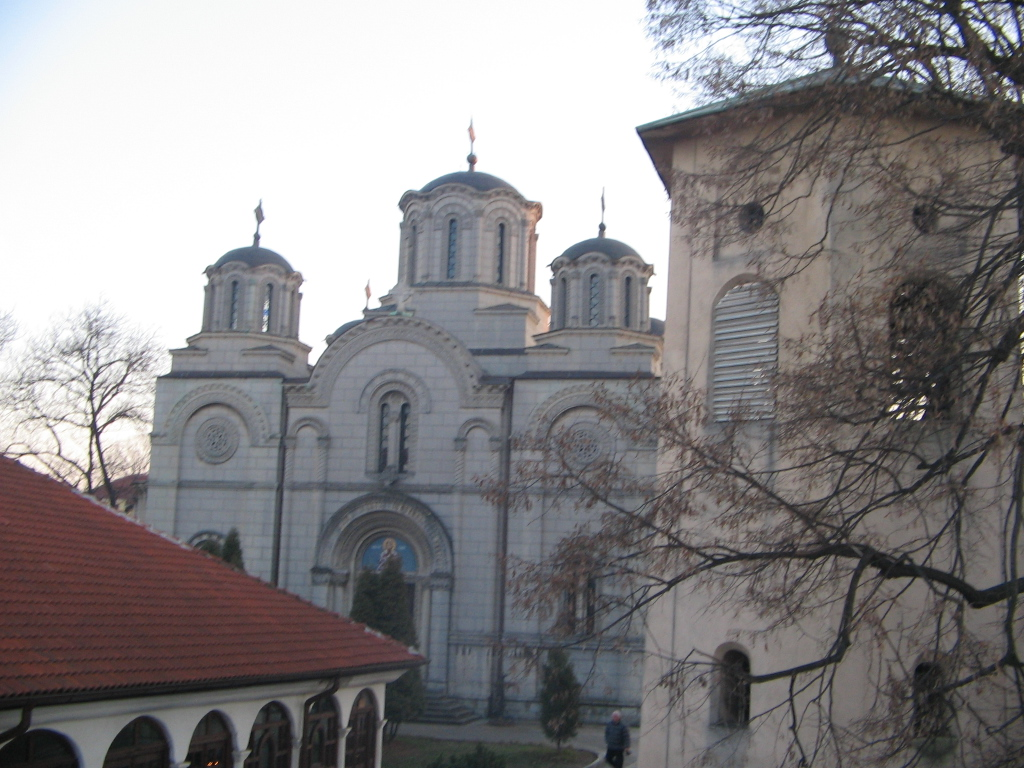
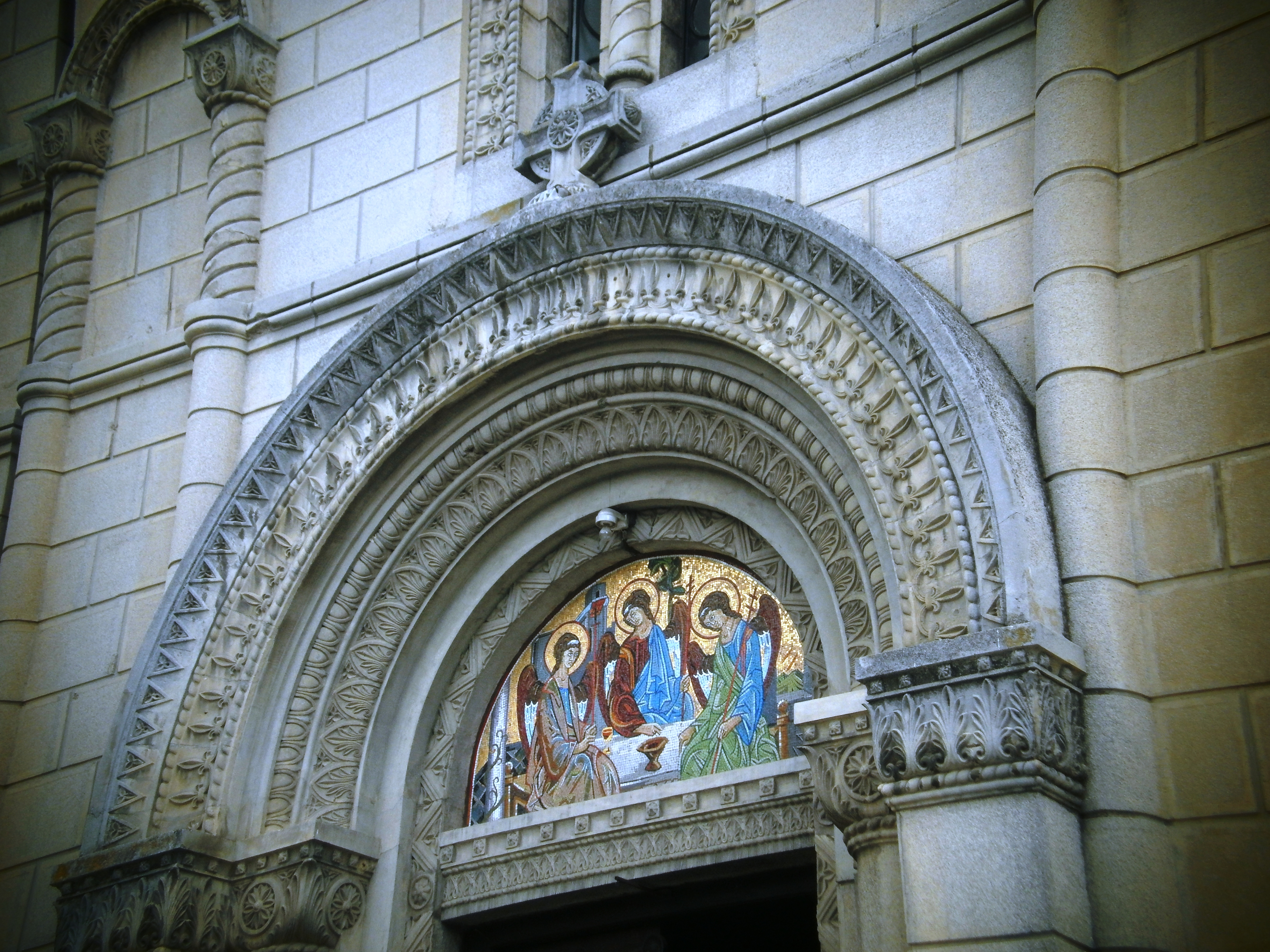
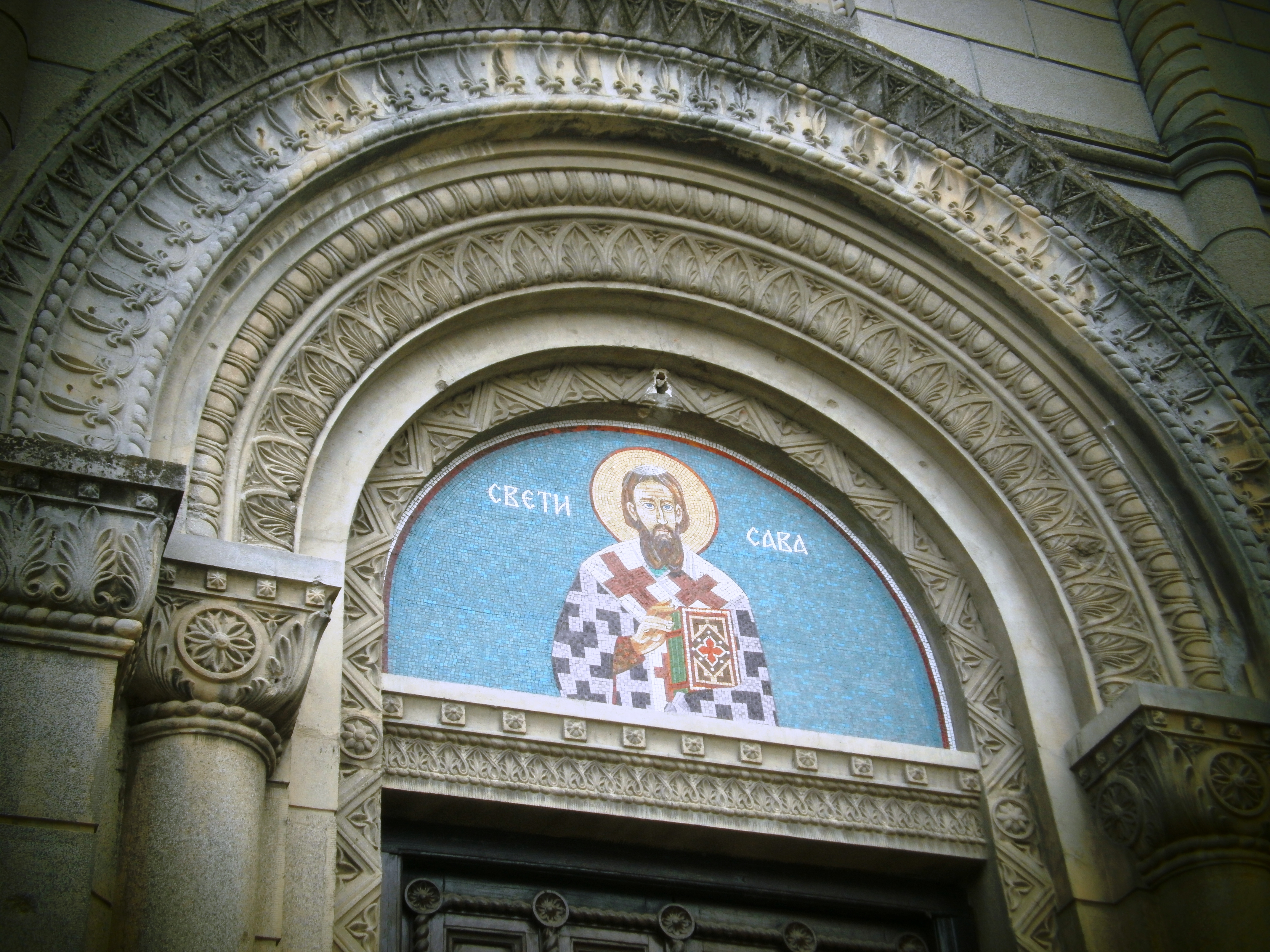
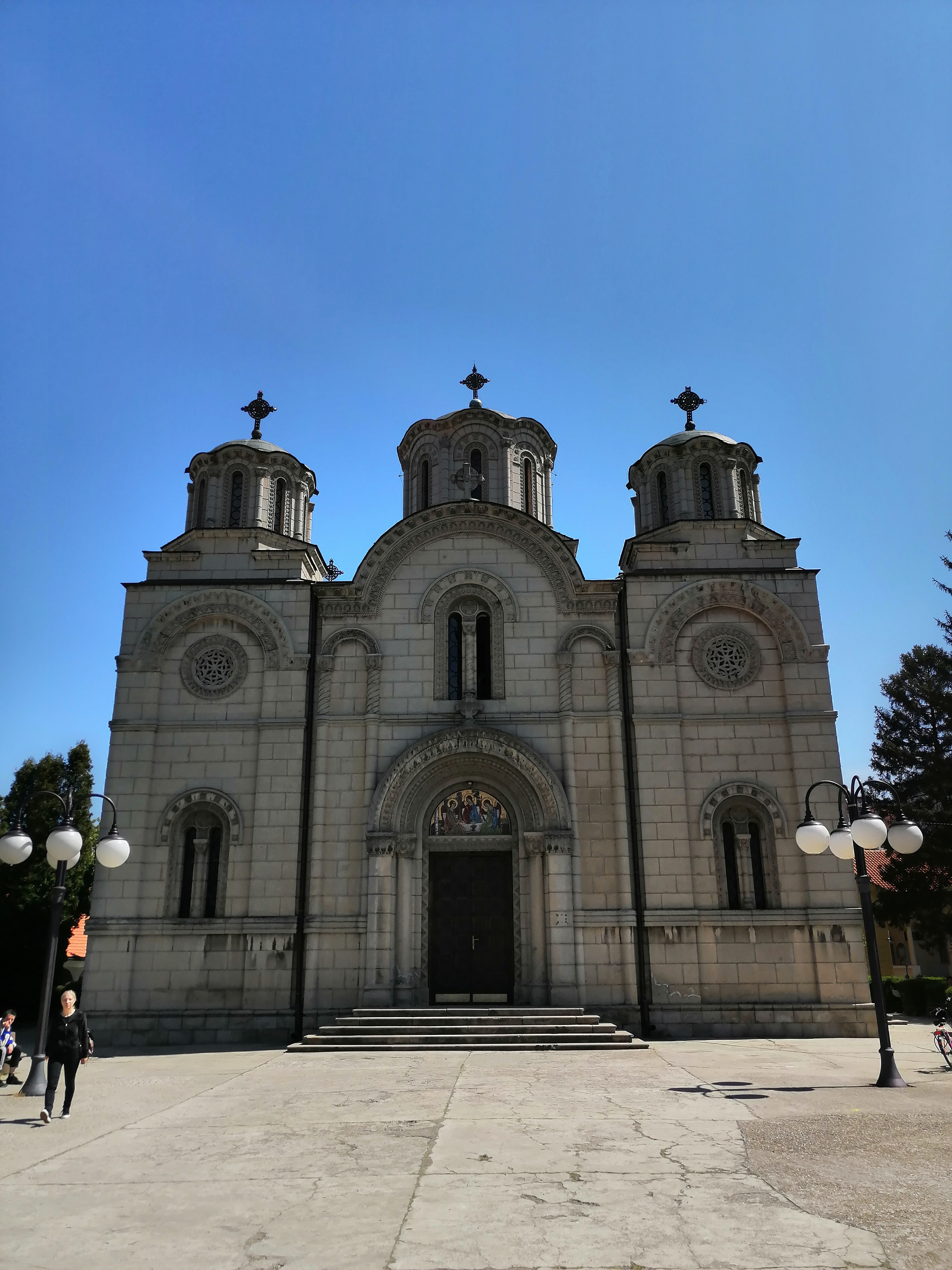
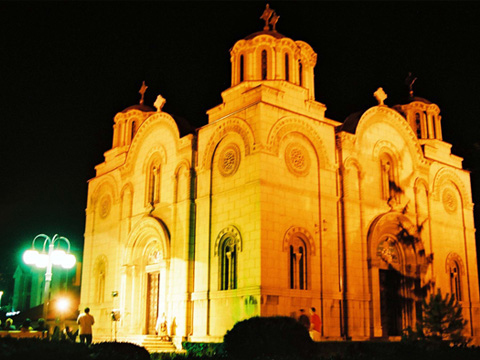
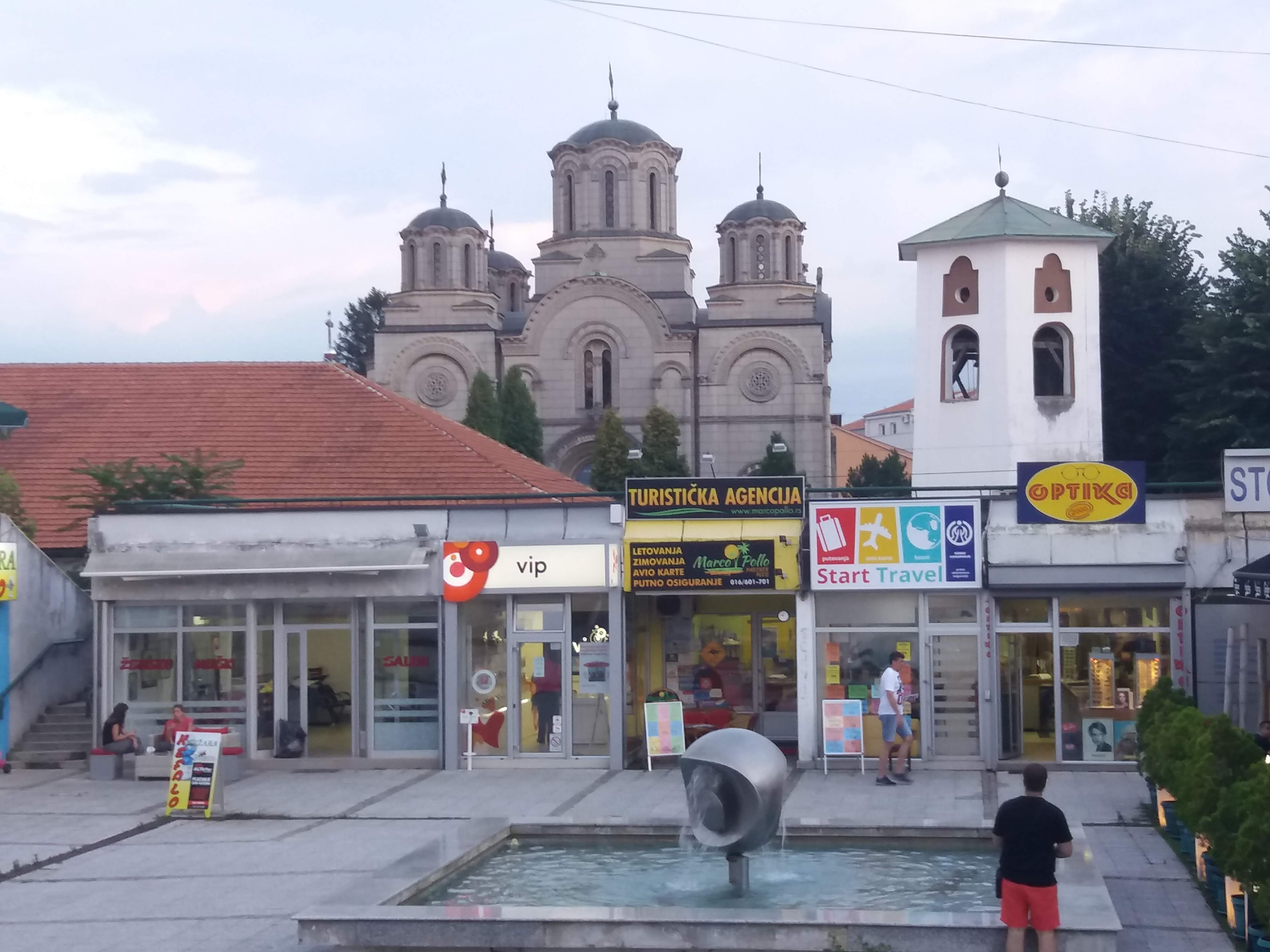
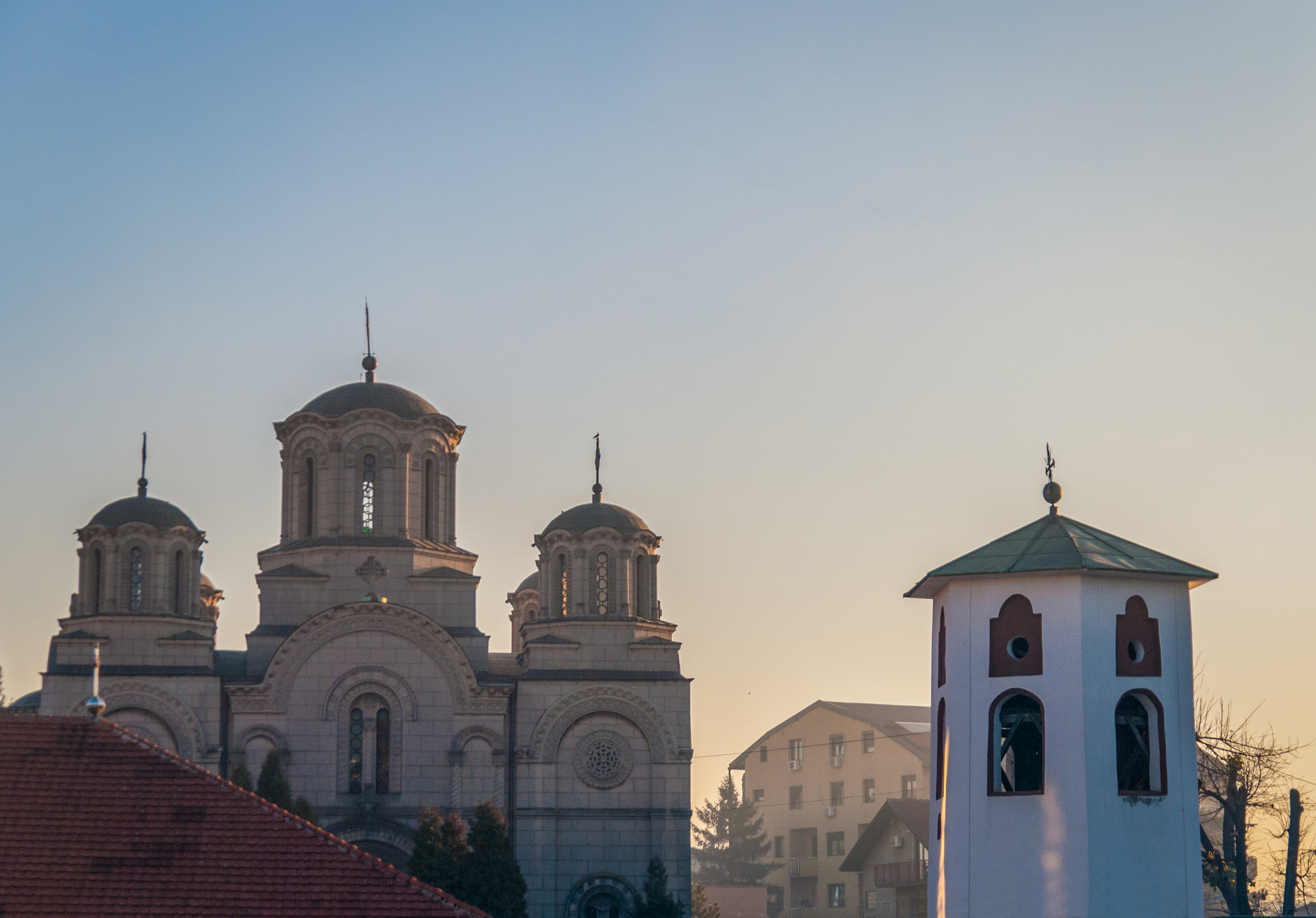
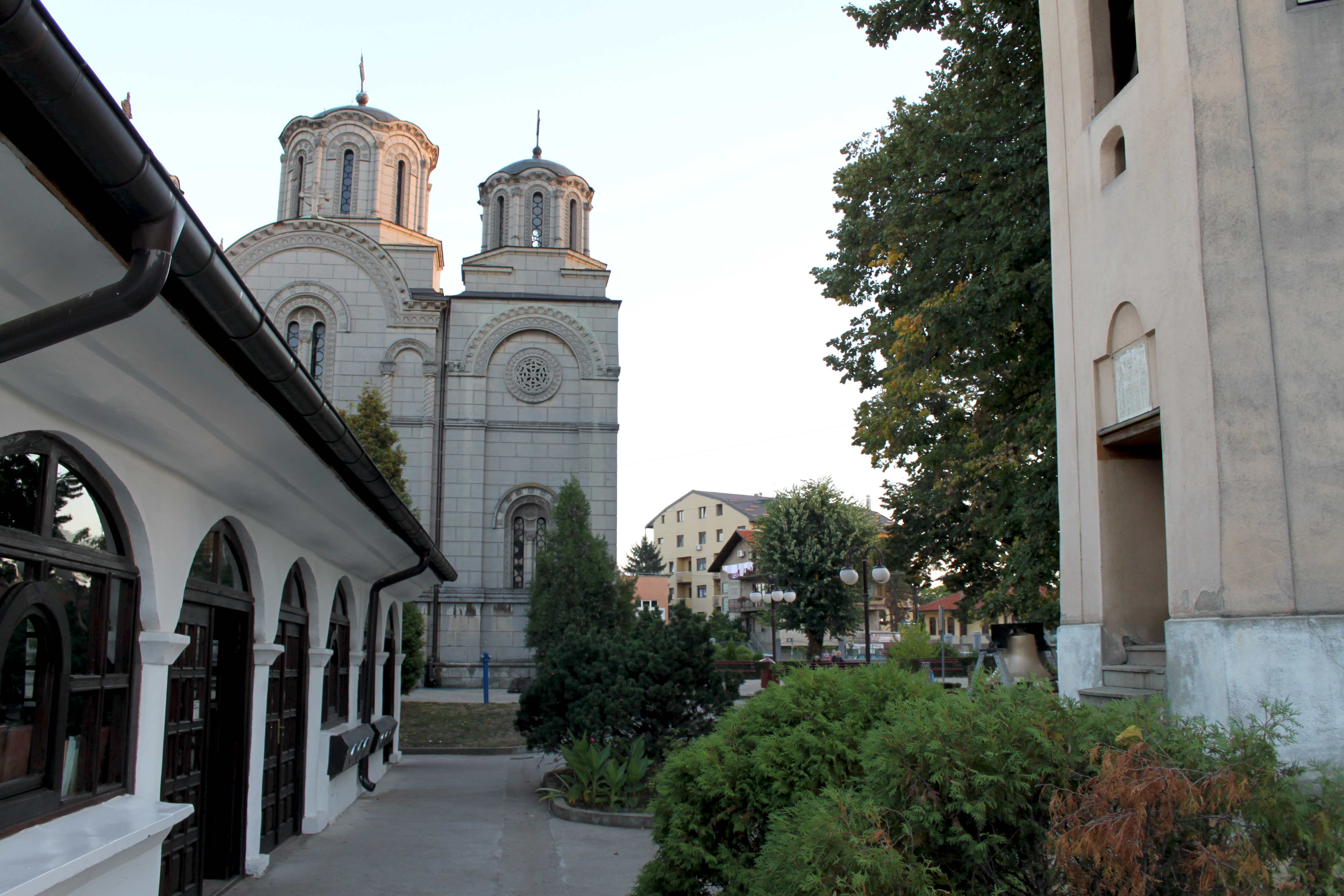
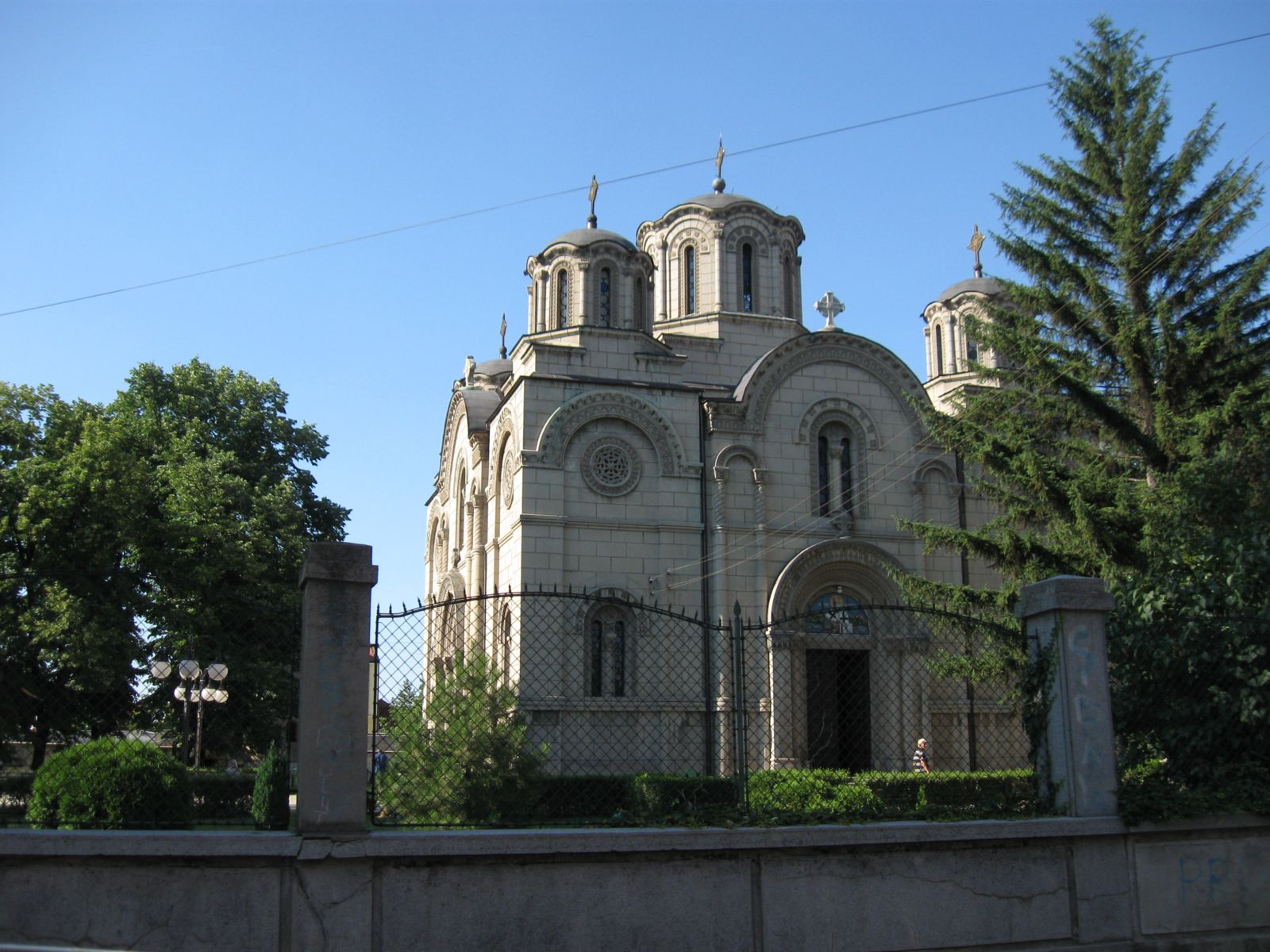